# マルティニーク島侵攻 (1762年)
マルティニーク島侵攻（マルティニークとうしんこう、英語: Invasion of Martinique）は七年戦争中の1762年1月から2月にかけて、イギリス軍によるフランス領マルティニークの侵攻。

## 侵攻の準備
イギリスが1761年のドミニカ遠征で同地の占領に成功したとき、マルティニーク島のフランス人はイギリスからの攻撃を覚悟していた。このため、フランスはマルティニークの守備を増強しており、1762年には正規軍1,200、民兵7,000、私掠船の雇い船員4,000が守備に就いていた。さらに、島が山がちであったことは守備に有利だった。
近隣のイギリス領の島は侵攻を支援していた。アンティグア島からは黒人とアン女王時代から駐留していた第38歩兵連隊の一部が派遣され、バルバドスからは黒人500と白人500が徴募された。
まずバルバドスのカーライル湾に着いたのはニューファンドランドのベルアイル島から派遣された4個歩兵連隊であった。次に1761年12月24日にジョージ・ロドニーとロバート・モンクトン率いる11個連隊の軍勢がアメリカからきて、遠征軍は合計8千人になった。

## マルティニーク島への攻撃
1762年1月5日、ジョージ・ロドニーの艦隊の援護のもと、イギリスの遠征軍は出港、セントルシアの岩壁とカストリーズ港をこえ、2日後にマルティニークの南端も越えてサンタンヌ湾に着いた。艦隊はそこで錨を降ろし、そこから北にあるレゾンセ＝ダルレで2個旅団を上陸させた。上陸軍はそこからフォール＝ロワイヤルの海岸の南まで進軍したが、それまでの道が大砲の輸送に適しないことがわかると撤収した。
1月16日、イギリス全軍がネグロ・ポイントよりやや北に位置し、フォール＝ロワイヤルから5キロメートル離れたカス＝ナヴィルに上陸した。しかし、カス＝ナヴァルからフォール＝ロワイヤルに続く道には溝や雨裂が多く、さらにフランス軍が要所に砦を築き、モルヌ・トルテンソンに砲台を設置したためモンクトンはまず遠回りして砲台を破壊しなければ前進できなかった。
24日朝、イギリス軍は砲台を完成させ、夜明けにモルヌ・トルテンソンに総攻撃をしかけ、同時にフランス軍右翼に分遣隊を派遣して奇襲、9時にはモルヌ・トルテンソンおよびその砲台を占領した。フランス軍は大混乱に陥りながらモルヌ・トルテンソンより高台にあるモルヌ・グレニエへ撤退した。またイギリスの2個旅団がモルヌ・トルテンソンの北の各所にいるフランス軍と戦い、モルヌ・グレニエへの撤退に追い込んだ。この日の戦闘でイギリスは士官33人と兵士350人の死傷者を出した。
25日、今やフォール＝ロワイヤルを射程内に収めたモンクトン軍は城砦への砲撃をはじめたが、フランス軍がモルヌ・グレニエから砲撃してきたため代わりにそちらの占領を優先した。27日の午後、フランス軍は突如3個縦隊の陣形でイギリス軍左翼を攻撃したが、そのうちの1個縦隊が脇をハイランダー部隊に攻撃され潰走したことでフランス軍はモルヌ・グレニエへ敗走した。イギリス軍は勝利に乗じて夜1時まで追撃し、モルヌ・グレニエの占領という戦果を挙げた。この戦闘でイギリス軍は約100人の死傷者を出した。モルヌ・トルテンソンの砲台はイギリスが完成させ、フランスの要塞から370メートルという至近距離からの砲撃ができた。
2月3日、フォール＝ロワイヤルが降伏、12日には島全体が降伏した。

## その後
2月26日から3月3日までの間、モンクトンは分遣隊をセントルシア島、グレナダ島、セントビンセント島に派遣、3島全てを抵抗を受けずに占領した。また、ハバナ侵攻に部隊を派遣するとの命令を受けたときはトバゴ島への侵攻を計画していた。
1763年のパリ条約により、マルティニーク島はフランスに返還された。